# Carsten Hemmingsen
Carsten Hemmingsen (Odense, 18 december 1970) is een voormalig voetballer uit Denemarken, die speelde als middenvelder. Hij beëindigde zijn loopbaan in 2006 bij de Deense club Aarhus GF. Zijn broer Michael Hemmingsen speelde eveneens profvoetbal. Hij was later actief als voetbaltrainer.

## Clubcarrière
Hemmingsen begon zijn profloopbaan in 1991 bij Boldklubben 1913 en vertrok in 1993 naar Odense BK. Na drie seizoenen stapte hij over naar FC Kopenhagen. Met die club won één keer de Deense landstitel en tweemaal de Deense voetbalbeker.

## Interlandcarrière
Hemmingsen speelde in totaal één officiële interland voor Denemarken. Onder leiding van bondscoach Richard Møller Nielsen maakte hij zijn debuut op 10 januari 1995 in de wedstrijd tegen Mexico (1-1) bij de strijd om de FIFA Confederations Cup in Saoedi-Arabië. Hij moest in dat duel na 45 minuten plaatsmaken voor Jacob Laursen.

## Erelijst
Denemarken
- FIFA Confederations Cup

1995
 FC Kopenhagen
- Deens landskampioenschap

2001
- Deense beker

1997, 2002